# クンドゥーズの戦い (2015年)
クンドゥーズの戦いとは、アフガニスタン北東部のクンドゥーズ州をめぐって2015年4月から10月まで続いたターリバーンとアフガニスタン治安軍の戦いである。2015年9月28日ターリバーンはアフガニスタン第5の都市である州都クンドゥーズ市に突入し一時市内を掌握し、10月13日まで戦闘を続けた。ターリバーンが短期的にであれアフガニスタンの主要都市を掌握したのは2001年以来初のことであり、多国籍軍撤退後にアフガニスタンの治安を担うべき治安軍の能力に大きな疑問を投げかけた。また戦いの最中の10月3日に国境なき医師団の外傷病院がアメリカ軍により空爆され多数の死傷者を出す悲劇的な事件が起きた。

## 背景
2015年はアメリカ同時多発テロ事件が起きてから14年目の年にあたる。アフガニスタンではこの間に国際的な援助の下で民主主義的な政府の樹立や治安回復の努力、治安軍の育成が行われた。2014年、アフガニスタンでは第三回の大統領選挙が実施され、年末には国際治安支援部隊（ISAF）が任務を終了し、2015年からはアフガニスタン政府が独り立ちをして国内の治安を維持することになった。一方、ターリバーンも外国軍の撤退・兵力縮小を機に2015年7月に新リーダーのアフタル・ムハンマド・マンスールを選出し、政府の打倒とライバルであるISILの阻止を目指した。ターリバーンは毎年春になると全国で攻勢をかけるが、2015年春の大攻勢「アズム」はそれぞれの力量を測る激しい戦いとなった。
クンドゥーズ市はアフガニスタン北東部に位置する都市である。クンドゥーズ市はアフガニスタン第5の都市といわれており、クンドゥーズ市のあるクンドゥーズ郡全体では都市部に14万人・周辺部に16万人の合計約30万人が居住している。クンドゥーズ市はクンドゥーズ川とハーナーバード川がつくるオアシスに向かって南北に約10キロメートルほど突き出た小高い台地の先にあり、冷戦時代にアメリカ合衆国が支援して建設した空港があるため、守りやすく援軍を送りやすい要衝の地である。19世紀にパシュトゥーン人が開いた町であり、パシュトゥーン人の比率が高いために同じ民族のターリバーンにとっては協力者を得やすい地域であり、クンドゥーズ包囲戦のようにターリバーンがアフガニスタン北東部で勝負を賭ける時に選びやすい都市でもある。ターリバーンは州内にウズベキスタン・イスラム運動の元活動家のカリ・ビラル（Qari Bilal）や影の州知事のムッラー・アブドゥル・サラーム（Mullah Abdul Salam）を送り込み、2014年時点で州内にある7つの郡のうち3つの郡を掌握した。

## 時系列

クンドゥーズに対するターリバーンの進撃

### 初期の戦闘
4月24日、ターリバーンは市の周辺にある4つの郡に対して攻撃を開始した。クンドゥーズの北50キロメートルにあるイマーム・サーヒブ郡では400人のアフガニスタン国軍が包囲され、補給路を絶たれた。クンドゥーズの北西50キロメートルにあるカライ・ザール郡でも政府側の有力民兵指導者のナビ・ゲチ（Nabi Gechi）が苦戦していた。ターリバーンは28日までにクンドゥーズ郡北部に入りクンドゥーズ市から15-20キロメートルにあるゴールタパ地区（Gortapa、Gortepa）の大部分を掌握した。この攻撃に対してアシュラフ・ガニー大統領は軍部と緊急会議を行い、数千人の陸軍部隊を急派した。アメリカの戦闘機部隊はターリバーンとの戦闘には参加しないものの、確固たる支援任務（RSM）の指揮下に配置された。

### 反撃の失敗
1週間ほど戦闘が続いた後、5月7日に政府軍は反撃を開始し、ゴールタパ地区に集結しているターリバーン軍を攻撃した。ターリバーン軍の兵力は推定2000人で、ISILやウズベキスタン・イスラム運動の兵士も参加していた。5月後半までに3000人のアフガニスタン軍が到着し、クンドゥーズ市に2キロまで迫っていたターリバーン軍を15キロメートルまで押し戻した。この頃、クンドゥーズ市にある国境なき医師団の外傷センターでは紛争に巻き込まれて負傷した患者の割合が1割を越えて対前年度比で2倍になっていた。来院患者によると「州都に通じる道の一部に地雷が敷設されていて、大きく回り道をしないと市内に入れ」ず、市外に出るのも難しいという。また国境なき医師団の責任者によると、州内では「政府軍と反政府勢力の双方の軍事作戦による混乱が1年以上続いて」おり「地域の民兵が状況によって手助けする陣営を変え」て「紛争が慢性化」しているという。しかしアフガニスタン政府は軍閥の危険性を承知の上でターリバーンの兵力増大に伴う政府軍の損害増大や政府軍の多地域展開能力不足を理由に、ミール・アラムなどの民兵指導者に200ドル/人の月給や武器を提供してターリバーンと戦うように懇願し、警察組織に組み込もうとさえした。
6月、ターリバーンはクンドゥーズ市の南西7キロメートルにあるチャールダラ郡に兵を送り、6月21日に郡を完全に掌握し、警官を捕虜にしたと発表した。一方、クンドゥーズ郡警察は戦闘は続いており、ターリバーンは半分を掌握したにすぎず、警官は誰も捕まっていないと反論した。その頃チャールダラ郡では「自宅に爆弾が命中」したり「モスクで勉強」中に砲撃を受け、腹部・四肢・頭部などに傷や重傷を負った民間人が急増していた。6月中にターリバーンは進撃して、クンドゥーズ市の外を掌握した 。ハーナーバード郡ではAqtash地域を掌握し数百人の手勢を持つ政府側の有力民兵指揮官のムハンマド・オマル・パフサパラン（Pakhsa Paran）が、2年間ハーナーバード郡を堅守してきたが損害が多く一発33ドルの迫撃砲の砲弾を買うお金もない。クンドゥーズ市に駐屯する第209軍団第2旅団や警察に助力を頼んだが無視されたので撤退したという。実はこの頃カブールでは第3回の大統領選挙から1年経ってもまだ混乱が続いており、6月22日に最後まで空席だった国防大臣の審議がアフガニスタン下院でようやく始まったが、ターリバーンに襲撃され銃撃戦になった。アメリカ軍の航空戦力も使われないままである。
7月、政府軍は殺気立っており、国境なき医師団の病院で威嚇射撃をして入院していた容疑者を手荒に拘束しようとした。一方、ターリバーンの「影の州知事」の主張によると、州内を3つの地域に分けて地域ごとに裁判所を設置して、公正な裁判により民衆の支持を集めて、民兵（アルバキ）の検問所を破壊し、もしくは勧誘・教導委員会（Invitation and Guidance commission）により投降させて地域を解放しているという。例えばマザーリシャリーフのあるターリバーンは道でバスを停めて政府の職員や軍人を探し、仕事を辞めるように命じている。そして民族は関係なくムスリムは皆兄弟であり国民であると諭している。またターリバーンの主張によると周辺の郡を襲えば、大量の車両や武器弾薬が手に入るようである。例えばイマーム・サーヒブ郡を占領した際には人員輸送車やフォード・レンジャーなど233台が手に入ったという。また8月にターリバーンが公開したビデオには、ハンヴィーやピックアップトラックなど10台ほどの自動車をはじめ、25台ほどのバイクに乗ったターリバーンの機械化部隊が映っている。
ターリバンの主張によると9月前半は州の端の方にあるカライ・ザール郡やハーナーバード郡で民兵（アルバキ）と戦闘を続けていたが、9月後半になるとクンドゥーズ市近郊で警察や兵士と戦闘するようになったという。

### 占領
9月28日の朝、三方向からターリバーン軍が急進して前線を突破しクンドゥーズ市に突入した。朝駆けに成功したターリバーンは刑務所に捕まっていた味方を助け出し、バザールの広場で「アメリカに死を！アメリカの手下に死を！ミール・アラムとナビ・ゲチを殺せ！」と気勢を上げた。政府軍はターリバーンが市を完全に掌握するに任せて、数時間後に市の南8キロメートルにあるクンドゥーズ空港に撤退した。政府の治安当局者によると、ターリバーンは数的には話にならないほど少なく、たったの500人が市内に残っていた約7000人の政府軍と民兵を追い払ったという。郡長官の一人によると、兵力は足りているのに統率する人がいないという。数百人の手勢を持つ政府側の有力民兵指揮官のミール・アラム・ハーンは政府が約束した援軍を寄越さないので、市の北の防御拠点から民兵を撤退させたという。ターリバーンは一般住民や商店に対しては手を出さなかったが、政府や軍の関係者に対しては厳しい探索を行った。押収した名簿を元に協力者を処刑し、政府の建物やミール・アラムの家を焼き討ちにし、銀行や大学を略奪した。
9月29日、アフガニスタン軍が空港から市に向かって反撃を開始し、アメリカ軍も空港付近を中心に2回以上の空爆を行った。しかし政府軍は進撃に失敗し、逆にターリバーン軍が政府軍を押し戻して空港を包囲した。ターリバンの主張によると地方復興チーム（PRT）の建物やアフガニスタン軍の大隊基地、Bacha Qalandar基地の陸軍学校など市内各所を占領したという。政府軍は陸路や空路で増援を送ったが、陸路で向かったアフガニスタン軍の増援部隊800人はクンドゥーズ市の南40-60キロメートルにあるバグラーン州のBaghlan-i-Jadid郡でターリバーンの待ち伏せ攻撃にあい、地雷処理のために到着が遅れた。このころ州知事のムハンマド・オマル・サフィ（Mohammad Omar Safi）は勝手に国外に出て、ヨーロッパに逃亡したために解任された。一方、アフガニスタンの諜報機関は空港付近にいたターリバーンの影の州知事を空爆により殺害したと発表したが、後に本人が声明を出して否定した。この日ターリバーンはラジオCheraghやラジオZohraを襲って、設備を破壊し略奪した。
9月30日までに民間人の負傷者が急増し、国境なき医師団の病院には５月頃の3週間分に匹敵する患者が3日で押し寄せた。アメリカ軍の特殊部隊が到着し、自衛のために戦闘に加わった。

### 反撃
9月30日午後9時、陸軍や警察と共に約200人のアフガニスタン軍の特殊部隊が反撃を開始し、アメリカ軍も3回空爆を行った。イギリス軍の特殊舟艇部隊（SBS）もアメリカ軍のC-130でカブールから到着し、ヘリコプターに乗り換えて市内に突入した。アフガニスタン内務省は10月1日午前3時30分までに市を掌握したと発表し、アフガニスタン治安軍はイマーム・サーヒブ市を取り戻したと発表した。しかし実際にはターリバーンはチャールダラ郡に逃げて攻撃をかわしたり、市の中心のバザールから北に約1.5キロートルほどの所にあるバラ・ヒサール要塞（Bala Hisar）を占領したりして抵抗を続けており、イマーム・サーヒブ郡も広域に渡ってターリバーンに掌握されたままだった。
10月2日昼、国境なき医師団の外傷センターの前が前線になり銃弾が屋根を貫通したが、病院の医師達は「紛争当事者がセンターやスタッフの活動を尊重」していると思って治療を続けていた。10月2日夜、市内の交差点ではアフガニスタン軍の特殊部隊が戦い、ターリバーンの拠点に対してはイギリス軍（SBS）の統合末端攻撃統制官（JTAC）が空爆・砲撃・ミサイルなどを制御して夜を徹して集中砲火を浴びせていた。全国からは6500人の多国籍軍（アメリカ軍・イギリス軍・ドイツ軍・オランダ軍・ノルウェー軍）が集結しつつあった。10月3日、国境なき医師団の病院がアメリカ軍の爆撃を受けて、多数の死傷者が出た（後述）。病院はバザールの南西1300メール、行政庁舎の西900メートルの所にあり、チャールダラ郡から市内に入る交差点のすぐ北側にあった。市内ではこの他に2回の爆撃が行われ、Alokozay社の紅茶倉庫とHaji Fazhul Rahmanの4階建ての自宅事務所が爆撃された。
10月4日、ターリバーン軍はクンドゥーズ市の主要部を再占領したと発表した。10月4日の夜に装甲兵員輸送車や装甲戦闘車両などを備えた大規模な多国籍軍が到着した。ターリバーンはこれを攻撃し、空港にもミサイル弾を打ち込んだという。10月5日、アフガニスタン軍が反撃し、ターリバーンを市の外まで押し出し、戦闘開始以来初めて州知事公舎に国旗を掲げた。警察によるとターリバーンは依然脅威だが、主力部隊は撃滅したという。
10月6日、国防省や内務省は安全宣言を出したが戦闘は市内の各所で続いており、市の中心のバザールの広場では政府軍とターリバーンのどちらが旗を立てるかの争いになっている。ターリバーンはバザールから北を掌握しており、鹵獲したハンヴィーを使って政府軍の検問所を攻撃しては住宅街の中に逃げこむヒットエンドラン攻撃をしかけて、バザールの南500メートルにある行政庁舎に近づこうとしている。
10月8日、ターリバーンの主張によると、政府軍はバラ・ヒサール要塞を戦車で攻撃した。
10月13日、ターリバーンはクンドゥーズ市のバザールや行政庁舎から郊外に撤退すると発表した。しかしターリバーンは州都に対する爆弾攻撃を続けているという。

### その後
10月15日、ターリバーンの主張によると、チャールダラ郡を警察や民兵が攻撃して、大規模な空爆を行ったという。10月28日、アフガニスタン国軍の第209軍団は州東部のアルチー郡の中心部を奪回したと発表した。一方、ターリバーンは一時的に撤退しただけだと主張し、同日タハール州北部のDarqand郡を占領した。ターリバーンの主張によると、11月に入ってもアルチー郡やイマームサーヒブ郡、ハーナーバード郡など州東部で戦闘を続けているという。

## 国境なき医師団の病院に対する空爆
アメリカ軍の空爆が国境なき医師団の病院に命中し、少なくとも22人が死亡した（うち子供３人、職員12人） 。爆撃は10月3日午前2時8分から午前3時15分まで続いた。国境なき医師団によると、外傷センターの中には105人の患者と80人の医療職員がいたにもかかわらず「爆撃が続く間に何度も命中し、酷く破壊された」 。国境なき医師団はアメリカ軍やアフガニスタン政府に病院の場所を前もって伝えて注意喚起していたという。しかし攻撃を伝えてからも30分以上爆撃は続いた。

## 影響

### 被害
保健省の発表によると、9月30日の戦闘で少なくとも30人（大半が民間人）が殺害され、市内の病院で340人が手当てを受けた。政府の被害調査によると、10月5日までに55人が死亡し、600人が負傷した。アルジャジーラによると、100人以上の住民が死亡している。
ターリバーンが侵攻してくるまでは市内にはテレビ4局とラジオ10局があったが、ターリバーンは国営放送のKunduz RTAや民間テレビ局（Khawar RTV、Noorin RTV、Roshani RTV）、ラジオ局（Radio Cheragh、Radio Kaihan、Radio Shayesta、Radio Zohra、Radio Kunduz、Radio Badloon）の設備を破壊した。特にRoshani テレビは女性キャスターの番組があったので酷く壊され、市内の報道関係者94人も逃亡したので、11月現在は国営放送や衛星放送のNoorin TV、Radio Kunduzなど少数の放送局しか再開できていない。

### 国内難民
4月下旬に攻撃が始まってから1週間で推定数万人の市民が避難した。国際連合世界食糧計画は5月初旬に500家族分の救難物資を送り、その後ターリバーンが押し戻されたので市内に戻った住民もいたが、結局は5月下旬までに推定10万人ほどが避難した。

### その他
アフガニスタンの国会では9月30日までに数人の議員がアシュラフ・ガニー大統領とアブドラ・アブドラ行政長官の辞任を要求した。これに対してガニー大統領の事務所は市の陥落の経緯に関する調査を早急に命じると回答した。10月7日、ロシアはターリバーンの越境攻撃に備えて、アイニ空軍基地のあるタジキスタンにミル24攻撃ヘリコプターを派遣した。10月15日、アメリカ合衆国のオバマ大統領は2016年末に予定していたアメリカ軍撤退を見直し、駐留延長を発表した。10月22日、パキスタンはクンドゥーズの住民の帰還を助けるために小麦の供給を行うと発表した。